# Titina De Filippo
Pour les articles homonymes, voir De Filippo.
Titina De Filippo, née Annunziata De Filippo, le 27 mars 1898 à Naples et morte le 26 décembre 1963 à Rome, est une comédienne italienne de théâtre, actrice de cinéma, scénariste et dialoguiste. Elle joua de nombreux rôles dans sa langue napolitaine.

## Biographie
Titina De Filippo était la fille du grand Eduardo Scarpetta (auteur de la célèbre pièce Miseria e Nobiltà) et la sœur aînée de Peppino et d'Eduardo. Elle fait ses débuts dans la compagnie de celui-ci et de son demi-frère Vincenzo Scarpetta, notamment dans des rôles masculins. Elle continue de jouer des pièces de théâtre pendant ses études secondaires.
En 1921, elle entre dans une troupe de comédiens et y rencontre son futur mari, l'acteur Pietro Carloni qu'elle épouse en 1922. Ils ont un fils, Augusto.
En 1924, après sa maternité, elle revient sur les planches et joue dans des comédies écrites par le dramaturge italien Michele Galdieri.
En 1931, elle fonde avec ses frères, Peppino et Eduardo, la Compagnia umoristica i De Filippo, qu'elle quitte en 1937, pour jouer dans le film Sono stato io! de Raffaello Matarazzo.
Après la Seconde Guerre mondiale, ses frères se séparent et elle rejoint Eduardo pour fonder la Compagnia di Eduardo. Elle connait un grand succès avec plusieurs pièces : Napoli milionaria (1945), Filumena Marturano (1946) et Questi fantasmi! (1947). C'est à cette époque que Titina a un malaise cardiaque qui se révèle être un grave problème cardio-vasculaire. Encore convalescente, elle remonte sur les planches en 1948 à Milan avec son frère Eduardo. Cependant la Compagnia di Eduardo est dissoute en 1951 et Titina doit se retirer en raison de sa santé fragile. Elle se tourne alors vers la peinture et l'écriture en devenant scénariste et dialoguiste pour des réalisateurs tels que Renato Castellani. Elle écrira vingt et une comédies. Elle joue dans de nombreux films aux côtés d'Alida Valli, d'Anna Magnani, d'Alberto Sordi, de Marcello Mastroianni, de Sylva Koscina et d'Ugo Tognazzi.
Au cours de l'année 1959, son état de santé s'aggrave. En 1960, elle doit refuser un rôle de guest-star dans le film Le Jugement dernier de Vittorio De Sica. Elle meurt le 26 décembre 1963 et est enterrée au cimetière communal monumental de Campo Verano de Rome.

## Cinéma
- 1937 : Sono stato io! de Raffaello Matarazzo
- 1938 : L'amor mio non muore! de Giuseppe Amato
- 1939 : Frenesia de Mario Bonnard
- 1940 : Totò, apôtre et martyr (San Giovanni decollato) d'Amleto Palermi
- 1941 : Villa da vendere de Ferruccio Cerio
- 1942 : Una volta alla settimana d'Akos Ratonyi
- 1942 : Non ti pago! de Carlo Ludovico Bragaglia
- 1943 : Non mi muovo! de Giorgio Simonelli
- 1943 : Gli assi della risata de Roberto Bianchi et Guido Brignone
- 1943 : Ti conosco, mascherina! d'Eduardo De Filippo
- 1946 : Uno tra la folla d'Ennio Cerlesi et Piero Tellini
- 1948 : Assunta Spina de Mario Mattoli
- 1950 : Napoli milionaria d'Eduardo De Filippo
- 1951 : Cameriera bella presenza offresi... de Giorgio Pàstina
- 1951 : Filumena Marturano d'Eduardo De Filippo
- 1952 : Cani e gatti de Leonardo De Mitri
- 1952 : Il tallone d'Achille de Mario Amendola et Ruggero Maccari
- 1952 : Marito e moglie d'Eduardo De Filippo
- 1952 : Non è vero... ma ci credo de Sergio Grieco
- 1952 : Cinque poveri in automobile de Mario Mattoli
- 1952 : I morti non pagano le tasse de Sergio Grieco
- 1952 : Ragazze da marito d'Eduardo De Filippo
- 1953 : Martin Toccaferro de Leonardo De Mitri
- 1953 : Un siècle d'amour, épisode Purificazione, de Lionello De Felice
- 1954 : La Chair et le Diable (Il fuoco nelle vene) de Jean Josipovici
- 1955 : La vena d'oro de Mauro Bolognini
- 1956 : La Chance d'être femme (La fortuna di essere donna) d'Alessandro Blasetti
- 1956 : I pappagalli de Bruno Paolinelli
- 1956 : I vagabondi delle stelle de Nino Stresa (it)
- 1956 : Totò, Peppino et les Hors-la-loi (Totò, Peppino e i fuorilegge) de Camillo Mastrocinque
- 1957 : Bambino (Guaglione) de Giorgio Simonelli
- 1957 : Non cantare... baciami! (it) de Giorgio Simonelli
- 1957 : La canzone del destino (it) de Marino Girolami
- 1957 : Dites 33 (Totò, Vittorio e la dottoressa) de Camillo Mastrocinque
- 1958 : L'Homme, la Femme et le Désir (È arrivata la parigina) de Camillo Mastrocinque
- 1958 : Napoli, sole mio! (it) de Giorgio Simonelli
- 1959 : Nous sommes deux évadés (Noi siamo due evasi) de Giorgio Simonelli
- 1959 : Ferdinand Ier, roi de Naples (Ferdinando I, re di Napoli) de Gianni Franciolini